# Jean-Paul Bret
Pour les articles homonymes, voir Bret.
Jean-Paul Bret, né le 1er juillet 1946 à Lent (Ain), est un homme politique français, membre du Parti socialiste (PS). Il est député de 1990 à 1993, puis de 1997 à 2002 et maire de Villeurbanne de 2001 à 2020.

## Biographie
Maître de conférences en biologie végétale à l'université Claude-Bernard-Lyon-I, actuellement en détachement, Jean-Paul Bret est titulaire du doctorat de spécialité en biologie végétale.
Il entre au Parti socialiste (PS) en 1973. En 1979, il est désigné secrétaire de la section socialiste de Villeurbanne (Congrès de Metz), jusqu'en 1999.

## Ancien maire de Villeurbanne (2001-2020)
Désigné par les militants socialistes de Villeurbanne pour conduire la liste aux élections municipales de mars 2001, il est élu maire. Il est également élu troisième vice-président de la Communauté urbaine de Lyon puis devient en 2004 premier vice-président du Grand Lyon et délégué des coprésidents de la Région urbaine de Lyon (RUL).
Il a été désigné le 29 novembre 2007 par les militants pour être tête de liste aux élections municipales de 2008, et réélu maire contre son rival UMP Henry Chabert.
En décembre 2016, Jean-Paul Bret juge incompatible le soutien de David Kimelfeld à Emmanuel Macron et son maintien à la tête de la section du Rhône du Parti Socialiste, alors même que ce dernier est chargé d'organiser la Primaire citoyenne dans son département le même mois, primaire à laquelle Emmanuel Macron a refusé de participer. Il demande donc à David Kimelfeld
de démissionner. À l'issue de cette primaire citoyenne, Jean-Paul Bret qui était alors un des soutiens de Manuel Valls dans le Rhône, déclare rallier le candidat officiel du parti Benoît Hamon.
Contrairement au maire de Lyon Gérard Collomb, également socialiste, Jean-Paul Bret s'est publiquement montré méfiant envers l'efficacité alléguée de la vidéosurveillance. Il déclare ainsi, dans Lyon Capitale :
« Peut-être ces caméras déplacent-elles les problèmes là où elles ne sont pas présentes ? Peut-être même qu'elles sont sans résultat sur la délinquance, renforçant seulement un sentiment de sécurité qui, lui, est difficilement quantifiable ? Parfois, je pense qu'il serait plus utile d'installer un lampadaire. »
En revanche, Bret a doublé les effectifs de la police municipale, qui sont passés de 18 en 2001 à 40 en 2010. Parallèlement, l'État a réduit les effectifs de la police nationale (200 agents dans sa commune en 2002, 152 en 2010).
En septembre 2017, il révèle souffrir d'un cancer des lymphocytes.
En juin 2019, il annonce qu'il ne se représentera pas pour briguer un quatrième mandat en tant que maire de Villeurbanne.

## Fonctions électives de 1977 à aujourd'hui
- 1977. Élections municipales. Il est élu à Villeurbanne sur la liste de Charles Hernu. Devient Conseiller communautaire.
- 1978. Il devient adjoint aux affaires socio-éducatives.
- 1983. Élections municipales. Il est réélu sur la liste de Charles Hernu. Devient adjoint à la culture. Conserve son mandat de Conseiller communautaire. il est désigné Conseiller régional par le Conseil municipal de Villeurbanne.
- 1986. Élections régionales. Il est élu Conseiller régional.
- 1989. Élections municipales. Il est réélu sur la liste de Charles Hernu. Conserve son mandat d'adjoint à la culture. Conserve son mandat de Conseiller communautaire.
- 1990. Décès de Charles Hernu. Il devient premier adjoint de Gilbert Chabroux et conserve la délégation à la culture. Il succède à Charles Hernu à l'Assemblée nationale (il était son suppléant) et entre à la commission des affaires familiales, culturelles et sociales. Défend plusieurs projets de loi dont celui concernant la validation de acquis professionnels. Est membre du groupe d'amitié France-Arménie et du groupe d'amitié France-Israël. Démissionne de son mandat de Conseil régional (pour cause de cumul des mandats).
- 1993. Élections législatives. Il est battu.
- 1995. Élections municipales. Il est réélu sur la liste de Gilbert Chabroux. Il reste son premier adjoint et prend en charge la délégation à l'Éducation et à la Petite-enfance. Est à nouveau désigné Conseiller communautaire.
- 1997. Élections législatives. Il retrouve son siège à l'Assemblée nationale. Membre de la commission des affaires familiales, culturelles et sociales. Président du groupe d'amitié France Arménie : est à l'origine de la loi sur la reconnaissance du génocide arménien. Rapporteur de la commission d'enquête parlementaire sur les droits de l'enfant en France. Rapporteur du projet de loi innovation-recherche.
- 2001. Il est élu maire de Villeurbanne et troisième vice-président de la Communauté urbaine de Lyon chargé de l'intégration des nouvelles compétences dans la communauté urbaine.
- 2002. Opposé au cumul des mandats, il décide de ne pas se représenter aux élections législatives.
- 2004. Il devient premier vice-président du Grand Lyon et délégué des coprésidents de la Région urbaine de Lyon (RUL).
- 2008. 9 mars : Il obtient 46 % des voix au premier tour des élections municipales contre 23 % à son adversaire UMP, Henry Chabert. Au second tour, il est réélu avec 56,5 % des voix en triangulaire contre des listes UMP et MoDem.
- mars 2014 : Il obtient 41,5 % des voix au premier tour des élections municipales contre 22.54 % à son adversaire, Jean-Wilfried Martin (LUMP). Réélu au second tour avec 45,5 % des suffrages exprimés en quadrangulaire contre des listes FN, UMP et EELV-PG.
- juin 2019 : il ne se représente pas à un quatrième mandat de maire de villeurbanne
- juin 2024 : il se présente dans la sixième circonscription du Rhône face au député sortant LFI Gabriel Amard lors des Élections législatives françaises de 2024